# Йельская школа менеджмента

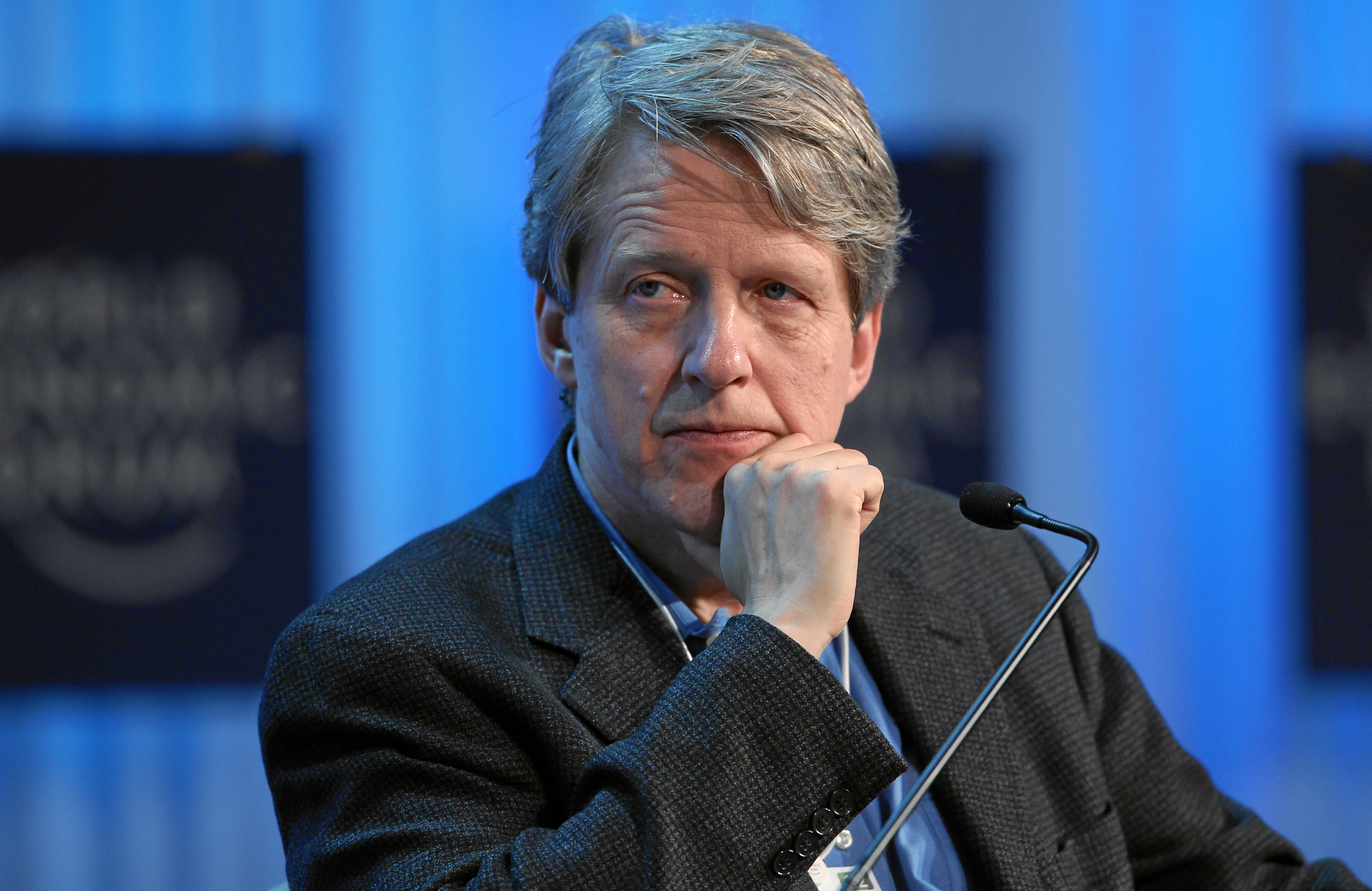
Профессор Роберт Шиллер, лауреат Нобелевской премии по экономике 2013 года

Йельская школа менеджмента (англ. Yale School of Management) — факультет менеджмента Йельского университета, расположенного в Нью-Хейвене, Коннектикут, США. Основана в 1976 году. 
В 2020 году в рейтинге лучших бизнес-школ США по версии U.S. News & World Report Йельская школа менеджмента заняла 9-е место из 452 бизнес-школ США.

## Структура
- Yale International Center for Finance

## Известные выпускники
- Денг, Венди — американская предпринимательница китайского происхождения, исполнительный директор News Corporation.
- Ламонт, Нед — губернатор штата Коннектикут (с 2019 г.).
- Нуйи, Индра — американская предпринимательница индийского происхождения, председатель совета директоров и CEO компании PepsiCo.

## Известные преподаватели и сотрудники
- Подольный, Джоэл — американский социолог, ранее был деканом Йельской школы менеджмента, вице-президент компании Apple Inc и декан Университета Apple.
- Свенсен, Дэвид — генеральный директор по инвестициям (эндаумента) Йельского университета, профессор  Йельской школы менеджмента, в 2009-2011 годах член  Консультативного совета по экономическому восстановлению при Президенте США, член Американской академии наук и искусств.
- Френч, Кеннет — американский экономист.
- Шварцман, Стивен — американский бизнесмен и инвестор, руководитель инвестиционной компании Blackstone Group, адъюнкт-профессор Йельской школы менеджмента.
- Шиллер, Роберт — американский экономист, профессор  Йельской школы менеджмента (с 1982 года), лауреат Нобелевской премии по экономике 2013 года.